# Liste der Kreisstraßen im Landkreis Calw
Diese Liste enthält die Kreisstraßen im baden-württembergischen Landkreis Calw.

## Abkürzungen
- K: Kreisstraße
- L: Landesstraße

## Liste
Die Kreisstraßen behalten die ihnen zugewiesene Nummer nicht bei einem Wechsel in einen anderen Stadt- oder Landkreis. Nicht vorhandene bzw. nicht nachgewiesene Kreisstraßen sind kursiv gekennzeichnet, ebenso Straßen und Straßenabschnitte, die unabhängig vom Grund (Herabstufung zu einer Gemeindestraße oder Höherstufung) keine Kreisstraßen mehr sind.
Der Straßenverlauf wird in der Regel von Nord nach Süd und von West nach Ost angegeben.
| Nr.    | Verlauf |
| ------ | --- |
| K 4300 | K 4363 in Gechingen – – K 4301 – L 357 in Gültlingen |
| K 4301 | K 4302 – Holzbronn – K 4300 |
| K 4302 | – K 4301 – K 4303 – |
| K 4303 | – Stammheim – K 4302 |
| K 4304 | L 348 – Altbulach – L 348 in Neubulach |
| K 4305 | K 4305 – Liebelsberg – K 4305 – L 348 |
| K 4306 | Sommenhardt – K 4307 – L 347/L 348 |
| K 4307 | L 346 – Zavelstein – K 4306 |
| K 4308 | in Hirsau – K 4362 – Ottenbronn – K 4362 – K 4309 – Neuhengstett – L 179 – L 183 – Althengstett – K 4310 – K 4363 in Gechingen                                 |
| K 4309 | K 4308 – L 179 |
| K 4310 | – K 4308 in Althengstett |
| K 4311 | Monakam – L 343 |
| K 4312 | L 346 – Zainen – K 4313 – Beinberg – in Bad Liebenzell |
| K 4313 | Unterlengenhardt – L 343 – Maisenbach – K 4312 in Zainen |
| K 4314 | L 343 – Oberlengenhardt – L 346 |
| K 4316 | Bieselsberg – K 4317 – L 343 |
| K 4317 | K 4316 in Bieselsberg – K 4365 |
| K 4318 | L 562 in Langenbrand – Kapfenhardt – K 4319 – Kreisgrenze – (K 4554 im Enzkreis)                                                                               |
| K 4319 | (K 4553 im Enzkreis) – Kreisgrenze – K 4318 in Kapfenhardt |
| K 4320 | (K 4554 im Enzkreis) – Kreisgrenze – Unterreichenbach – K 4365 –                                                                                               |
| K 4321 | in Unterreichenbach – Kreisgrenze – (K 4556 im Enzkreis) |
| K 4322 | – K 4322 – Lützenhardter Hof |
| K 4323 | L 346 – Oberkollbach – K 4322 |
| K 4324 | – L 346 in Siehdichfür |
| K 4325 | L 347 in Oberkollwangen – K 4360 – Agenbach – Naislach – Würzbach – L 346 – Altburg – Wimberg – / in Calw                                                      |
| K 4326 | L 347 in Oberkollwangen – K 4327 – Breitenberg |
| K 4327 | L 347 – K 4326 in Breitenberg |
| K 4329 | Emberg – L 347 |
| K 4330 | K 4331 in Neusatz – Kreisgrenze – (K 4551 im Enzkreis) |
| K 4331 | (K 3707 im Landkreis Rastatt) – Kreisgrenze – Althof – Bernbach – Kullenmühle – L 564 – Rotensol – Neusatz – K 4330 – L 340                                    |
| K 4332 | K 4366 – /L 347 |
| K 4333 | (K 4733 im Landkreis Freudenstadt) – Kreisgrenze – Fünfbronn – L 351 in Simmersfeld                                                                            |
| K 4334 | L 351 in Ettmannsweiler – Beuren – Lengenloch – Überberg – L 351 – Altensteigdorf – in Altensteig                                                              |
| K 4335 | K 4369 in Aichhalden – K 4336 – Baiermühle – K 4371 in Berneck                                                                                                 |
| K 4336 | K 4369 – Hornberg – K 4335 |
| K 4337 | K 4371 – Wart – L 348 – Ebershardt – in Ebhausen |
| K 4338 | L 352 – Bömbach – K 4349 – Walddorf – K 4379 – Ebhausen – – K 4375 – K 4351                                                                                    |
| K 4339 | L 353 in Egenhausen – K 4453 – K 4379 – südliche Strecke – K 4379 –                                                                                            |
| K 4340 | – Spielberg – L 352 in Egenhausen |
| K 4341 | (K 4725 im Landkreis Freudenstadt) – Kreisgrenze – Beihingen – K 4353 in Oberschwandorf                                                                        |
| K 4342 | K 4373 in Schietingen – Kreisgrenze – (K 4719 im Landkreis Freudenstadt)                                                                                       |
| K 4343 | L 356 in Vollmaringen – Kreisgrenze – (K 4717 im Landkreis Freudenstadt)                                                                                       |
| K 4344 | in Gündringen – L 356 in Vollmaringen |
| K 4345 | K 4346 – L 356 in Vollmaringen |
| K 4346 | in Nagold – K 4345 – L 1361 – Kreisgrenze – (K 1026 im Landkreis Böblingen)                                                                                    |
| K 4348 | K 4350 in Emmingen – in Nagold |
| K 4349 | K 4338 – Monhardt |
| K 4350 | Pfrondorf – – Emmingen – K 4348 – Kreisgrenze – (K 1024 im Landkreis Böblingen)                                                                                |
| K 4351 | L 348 in Wart – K 4354 – Ziegelhütte – K 4352 – K 4338 – Mindersbach –                                                                                         |
| K 4352 | K 4351 in Ziegelhütte – Rotfelden – K 4353 – |
| K 4353 | L 349 in Effringen – K 4352 in Rotfelden |
| K 4354 | L 349 in Schönbronn – Wenden – K 4351 |
| K 4355 | L 358 in Sulz am Eck – Kreisgrenze – (K 1023 im Landkreis Böblingen)                                                                                           |
| K 4356 | /L 356 in Hochdorf – Kreisgrenze – (K 4716 im Landkreis Freudenstadt)                                                                                          |
| K 4357 | (K 4728 im Landkreis Freudenstadt) – Kreisgrenze – Garrweiler – K 4358 – L 362                                                                                 |
| K 4358 | K 4357 – Kohlmühle – Kreisgrenze – (K 4727 im Landkreis Freudenstadt)                                                                                          |
| K 4360 | – K 4325 |
| K 4361 | (K 4722 im Landkreis Freudenstadt) – Kreisgrenze – Altnuifra – L 354 in Haiterbach                                                                             |
| K 4362 | K 4308 – Ottenbronn – K 4308 |
| K 4363 | in Stammheim – Gechingen – K 4300 – K 4308 – K 4374 – Kreisgrenze – (K 1066 im Landkreis Böblingen)                                                            |
| K 4364 | (K 1020 im Landkreis Böblingen) – Kreisgrenze – L 179/L 343 in Möttlingen                                                                                      |
| K 4365 | K 4320 in Unterreichenbach – K 4317 – Schwarzenberg – K 4343                                                                                                   |
| K 4366 | L 351 – K 4332 – Aichelberg – |
| K 4367 | L 351 in Enzklösterle – Gompelscheuer – Poppeltal – Kreisgrenze – (K 4772 im Landkreis Freudenstadt)                                                           |
| K 4368 | (K 4733 im Landkreis Freudenstadt) – Kreisgrenze – Kreisstraße ohne Anschluss an eine klassifizierte Straße – Kreisgrenze – (K 4733 im Landkreis Freudenstadt) |
| K 4369 | L 351 in Simmersfeld – Oberweiler – Aichhalden – K 4335 – K 4336 – K 4376 – Zwerenberg – K 4370 – K 4371 in Martinsmoos                                        |
| K 4370 | L 347 in Neuweiler – K 4369 – Gaugenwald – K 4371 |
| K 4371 | L 348 in Oberhaugstett – K 4372 – Martinsmoos – K 4370 – K 4337 – Berneck – K 4335 – L 348                                                                     |
| K 4372 | K 4371 in Martinsmoos – L 348 |
| K 4373 | L 355 in Haiterbach – Schietingen – K 4342 – |
| K 4374 | L 1183 in Ostelsheim – Plattenäcker – K 4363 |
| K 4375 | K 4338 in Ebhausen – |
| K 4376 | L 347 – K 4369 |
| K 4377 | (K 1021 im Landkreis Böblingen) – Kreisgrenze – Simmozheim (– Abzweig zur ) – in Simmozheim Süd                                                                |
| K 4378 | (K 4581 im Enzkreis) – Kreisgrenze – L 343/L 562 in Langenbrand                                                                                                |
| K 4379 | K 4339 – Walddorf – K 4338 – K 4339 |
| K 4453 | K 4339 – Mülldeponie Walddorf |